# Spring Gulley
Spring Gully (em livre tradução: "nascente do barranco") é uma comunidade não incorporada do condado de Georgetown, na Carolina do Sul, Estados Unidos.

## História
O nome deriva literalmente de uma fonte que brota num barranco em suas vizinhanças.
Spring Gully é mais conhecida por ser a terra onde nasceu, em 1941, o cantor dos primórdios do rock'n roll, Chubby Checker.